# Christophe Caron
 (avril 2014).
Christophe Caron est un professeur d’université français de droit privé et un avocat spécialisé en droit de la propriété intellectuelle. Depuis 2001, il est professeur à la Faculté de droit de Paris XII (désormais Université Paris-Est Créteil Val-de-Marne) où il a créé en 2003 et dirige depuis lors le Master II professionnel de droit de la propriété intellectuelle appliquée.
Après avoir délivré des consultations à partir de 1998, Christophe Caron est avocat au Barreau de Paris depuis 2005.

## Parcours universitaire
Il a suivi des études de droit à l’université Panthéon-Assas (Paris II) où il a obtenu un DEA de droit de la propriété littéraire, artistique et industrielle en 1993. Il a soutenu, dans cette même université, sa thèse de doctorat en droit privé en 1997 consacrée au sujet « Abus de droit et droit d’auteur » et qui a été dirigée par le professeur André Françon. Dans ce cadre, il a développé la théorie de l’abus de droit en droit d’auteur. Après avoir été maître de conférences en 1998 à la faculté de droit de l’université Paris XII, il a été agrégé au concours de 1999 de droit privé et de sciences criminelles .
Il enseigne à la faculté de droit de Paris XII, dans le master II professionnel de droit de la propriété intellectuelle appliquée qu’il a créé, la théorie et la pratique du droit d’auteur. Ses enseignements dominants sont le droit d’auteur et le droit de la propriété industrielle, le droit du commerce électronique et de l’informatique, le droit de la concurrence déloyale et du parasitisme. Il dirige des thèses en droit de la propriété intellectuelle.

## Publications

### Livres principaux
- Droit d’auteur et droits voisins, LexisNexis, 6ème éd., 2020, 715 pages  (ISBN 978-2-7110-3148-1)
- Droit des biens, collection Connaissance du droit, éditions Dalloz, 2002, 138 pages (en collaboration avec Hervé Lécuyer)  (ISBN 224704977X)
- Abus de droit et droit d'auteur, Litec 1998 (publication de la thèse soutenue en 1997 sous la direction du Professeur André Françon)  (ISBN 2-7111-2951-9)

### Articles principaux de doctrine depuis 2005
- « Les mauvaises actions en contrefaçon » : Comm. com. électr. 2019, étude 8.
- « Pour une définition large et contemporaine du logiciel » : Comm. com. électr. 2019, étude 1.
- « Les contrats », in Bon anniversaire à la loi de 1957 : RIDA 2018, n ° 256, p. 167.
- « Le juriste auteur dans la cité », in Etudes en la mémoire de Philippe Neau-Leduc : Lextenso 2018, p. 207 s.
- « L’œuvre libre confrontée à quelques aspects du droit commun des biens et du droit d’auteur », Comm. com. électr. 2018, étude 12.
- « Le graffeur et les autres auteurs », in Droit(s) et street art : LGDJ 2017, p. 91 s.
- « Trois remarques sur l’impression contrefaisante en trois dimensions » : Comm. com. électr. 2015, étude 13.
- « La synthèse des dispositions nouvellement mises en œuvre », in Le nouveau contrat d’édition à l’ère numérique : Sofia 2015, p. 19 s.
- « Le droit moral : entre le rêve et la réalité », in Les grands arrêts de la propriété intellectuelle (sous la dir. de M. Vivant) : Dalloz 2015, n° 20, p. 287 s.  (ISBN 978-2-247-15072-4)
- « Exégèse de l’article L. 336-2 du Code de la propriété intellectuelle consacrant les injonctions en droit d’auteur » : in Mélanges en l’honneur du professeur André Lucas : LexisNexis 2014, p. 107  s.  (ISBN 978-2-7110-1858-1)
- « Le contentieux arbitral du droit d’auteur » : Rev. arb. 2014, n° 2, p. 331
- « L’efficacité des licences FRAND. Entre droit des brevets, droit civil et normalisation » : JCP G 2013, 584
- « Pour la protection des fragrances de parfum en droit d’auteur » : JCP G 2013, 224
- « La discrète omniprésence des accords de coexistence en droit des marques » : Comm. com. électr. 2013, étude 1 et JCP G 2013, 123
- « Les exceptions au regard du fondement du droit d’auteur en droit français » in Les exceptions au droit d’auteur  : Dalloz 2012, p. 19
- « Le droit moral français est-il rigoureux ou pragmatique ? » : Propr. intell. 2011, no 38, p. 25
- « Lettre au Professeur Georges B**** sur le droit d’auteur économique » in Liber amicorum Georges Bonet : Litec / IRPI 2010, p. 127
- « Le droit d’auteur de l’an 2440. Cauchemar s’il en fût jamais » in Études à la mémoire du professeur Xavier Linant de Bellefonds : Litec 2007, p. 105 s.
- « Dialogues informels sur la propriété intellectuelle » in Mélanges en l’honneur de Philippe Jestaz : Dalloz 2006, p. 87 s.
- « L’échange d’œuvres sur l’internet ou le P2P » in Mélanges en l’honneur de Victor Nabhan : Cahiers droit de la propriété intellectuelle 2005, hors-série (en collaboration avec Yves Gaubiac)

## Responsabilités éditoriales
Directeur scientifique de la revue mensuelle « Communication – Commerce électronique » (éd. LexisNexis) au sein de laquelle il rédige la chronique de droit de la propriété intellectuelle.
Membre du Comité scientifique des revues « Semaine juridique, édition générale » (éditions LexisNexis, au sein de laquelle il rédige la chronique annuelle de propriété intellectuelle) et « Propriété industrielle » (éditions LexisNexis).

## Arbitrages et médiations
- Arbitre auprès du Comité national français de la Chambre de commerce internationale (ICC – France)
- Expert auprès du Centre de Médiation et d’Arbitrage de l'Organisation Mondiale de la Propriété Intellectuelle (OMPI) [8]
- Arbitre auprès de l’AMAPA (Association de médiation et d’arbitrage des professionnels de l’audiovisuel)
- Arbitre auprès de l’ACPCA (Arbitrage et conciliation pour le cinéma et l’audiovisuel)
- Arbitre auprès de l’OMPI (Procédure arbitrale de l’AGICOA)

## Distinctions
- Chevalier de l’ordre des Arts et des Lettres (promotion du 1er janvier 2006)
- Officier dans l’ordre national du Mérite (promotion du 30 novembre 2019)